# 명성학원
《명성학원》은 2004년 중국에서 방송된 오디션 프로그램이다. 가수 레이가 이 오디션 출신이다.